# Batalla de Caspe
La batalla de Caspe fue un enfrentamiento militar de la Guerra Civil Española, ocurrido en el contexto de la Ofensiva de Aragón cuando las tropas del Ejército Franquista atacaron esta importante localidad zaragozana.

## Antecedentes
Caspe históricamente había sido importante localidad de la Corona de Aragón y posteriormente de la provincia de Zaragoza, siendo sede de la Bajo Aragón-Caspe. Durante la Segunda República fue la localidad donde se redactó el Anteproyecto de Estatuto de Autonomía de Aragón de 1936 e iniciada la Guerra Civil Española se convirtió en la sede del Consejo Regional de Defensa de Aragón, entidad autónoma creada por los anarquistas. Esta tuvo jurisdicción sobre todo el territorio de Aragón no controlado por el Bando Sublevado, y estuvo en activo hasta el verano de 1937, cuando fue disuelta por el Gobierno Negrín debido a su completa independencia de la administración republicano.

## Combates
El 7 de marzo de 1938 dio comienzo la Ofensiva de Aragón con el ataque de las tropas del Cuerpo de Ejército Marroquí, produciéndose la ruptura del frente en la zona de Vivel del Río. Pronto se produce el hundimiento de la línea defensiva republicana y la retirada en cascada del Ejército Popular republicano, sin poder detenerse la retirada con la llegada de nuevas unidades. Aunque algunas unidades resisten eficazmente, son acciones aisladas y muchas deben retirarse para evitar quedar cercadas. El jefe de Estado Mayor republicano, el general Vicente Rojo, instaló en Caspe su centro de operaciones y concentró allí a todas las Brigadas Internacionales que fue posible reunir. Algunas, como la XII Brigada Internacional, fueron traídas del Frente de Extremadura para reforzar la posición defensiva.
En la retirada republicana, el propio General Walter (al mando de la 35.ª División Internacional) estuvo a punto de ser hecho prisionero en Alcañiz. Este fracaso de los interbrigadistas provocó que André Marty, Inspector general de las Brigadas Internacionales, acudiera al Frente de Aragón y reorganizara los mandos. Para el 15 de marzo tres divisiones franquistas del Cuerpo de Ejército Marroquí (la 13.ª División de Barrón, la 150.ª de Muñoz Grandes y la 5.ª de Bautista Sánchez) habían alcanzado los suburbios Caspe. Al día siguiente las tropas franquistas rodearon los flancos de la localidad, comenzando la batalla por su conquista. La 1.ª División de Navarra emprendió el cerco de la localidad. Se encontraban presentes las Brigadas internacionales XI, XII, la XIV y la XV. No obstante, para entonces la XI Brigada Internacional se hallaba destrozada y completamente desmoralizada después llevar más de una semana de retiradas continuas. Los interbrigadistas, especialmente los de la XV Brigada, desplegaron una fuerte defensa contra los atacantes, además de realizar prodigios de valor durante la misma. La resistencia republicana fue mucho mayor de la encontrada en los avances anteriores pero, después de dos días de duros combates, al anochecer del 17 de marzo la villa aragonesa cayó.

## Consecuencias
Después de la caída de Caspe, los unidades franquistas se detuvieron a 110 km de su punto de partida y así finalizó la primera fase de su ofensiva. El 22 de marzo volvió a reanudarse el avance contra las defensas republicanas comprendidas entre Zaragoza y Huesca, mientras que las tropas marroquíes continuaron su avance hasta Lérida. Durante los siguientes meses, Caspe se convirtió en el Cuartel General de Juan Yagüe y del Estado Mayor del Cuerpo de Ejército Marroquí, especialmente durante la posterior Batalla del Ebro.